# Hauptstraße C24
Die Hauptstraße C24 (englisch Main Road C24) erschließt den zentralen Westen von Namibia. Sie verläuft von Rehoboth nach Südwesten, südlich der Rantberge entlang und über den Remhoogte-Pass, bis sie bei Ababis auf die C14 trifft.
Die C24 besitzt eine Kiestragschicht. Sie ist bis zur Gabelung unweit von Klein Aub auch unter der Bezeichnung M47 beziehungsweise MR47 bekannt.

## Galerie

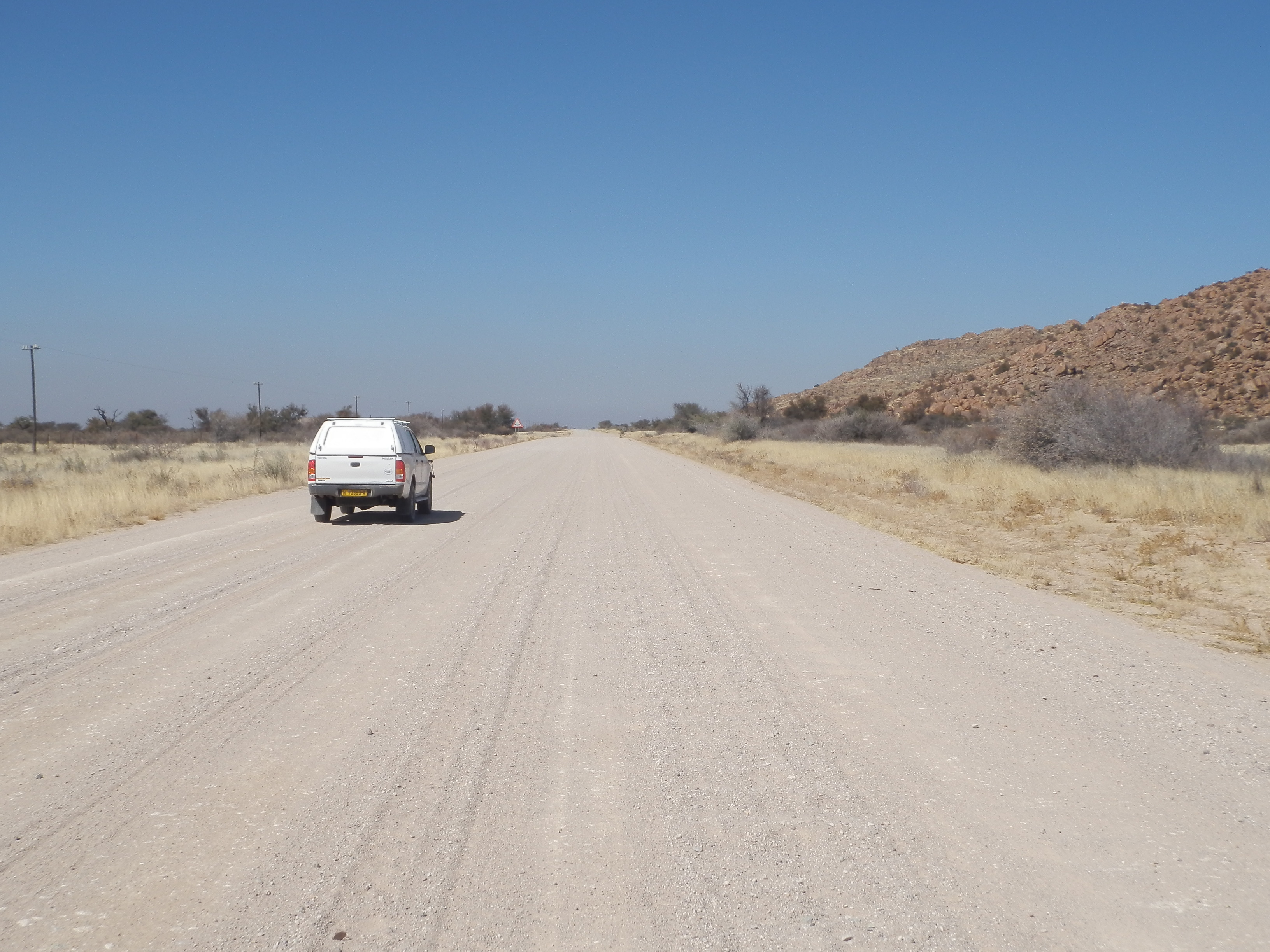
C24 westlich von Rehoboth
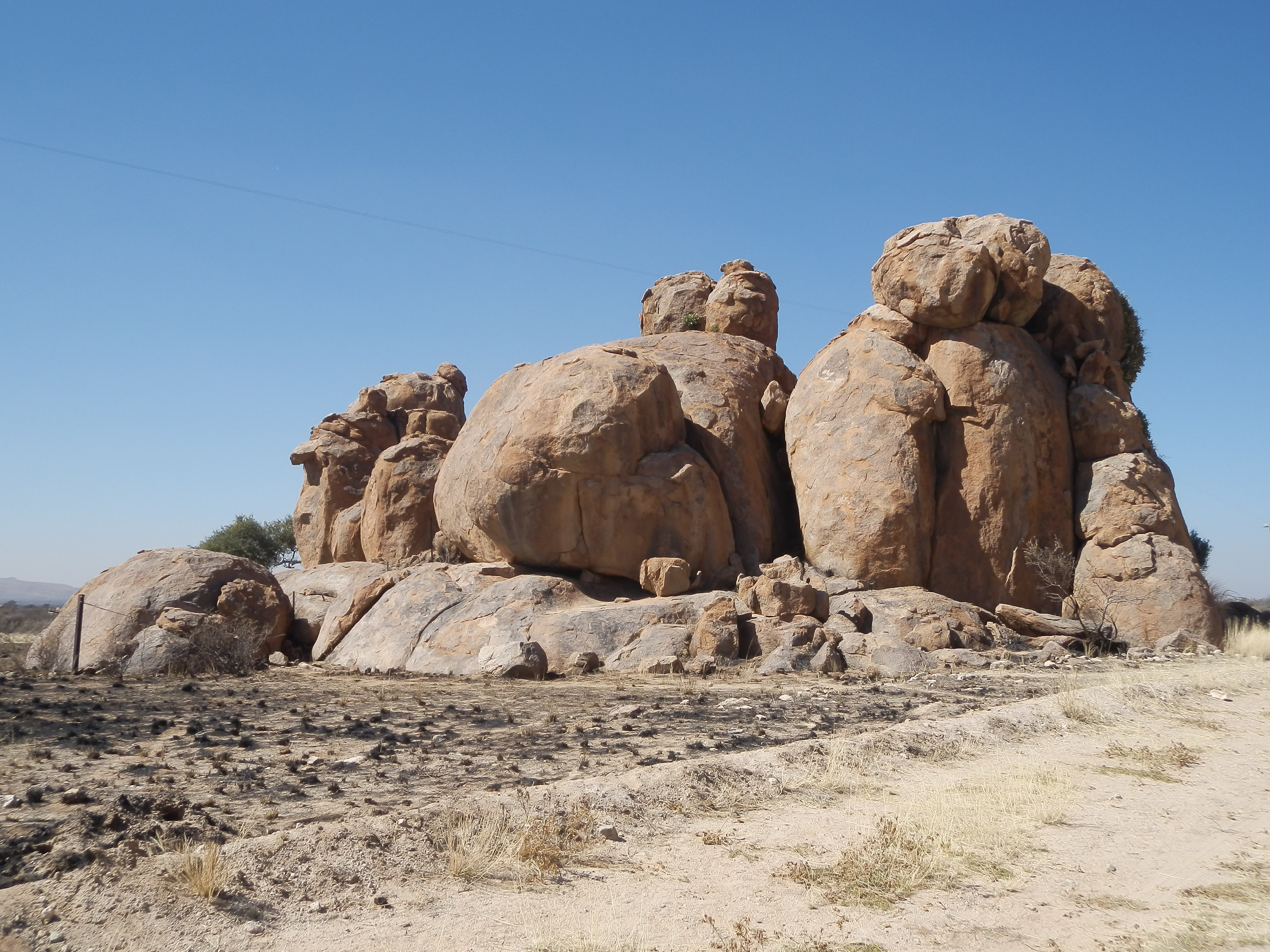
Felsformation an der C24
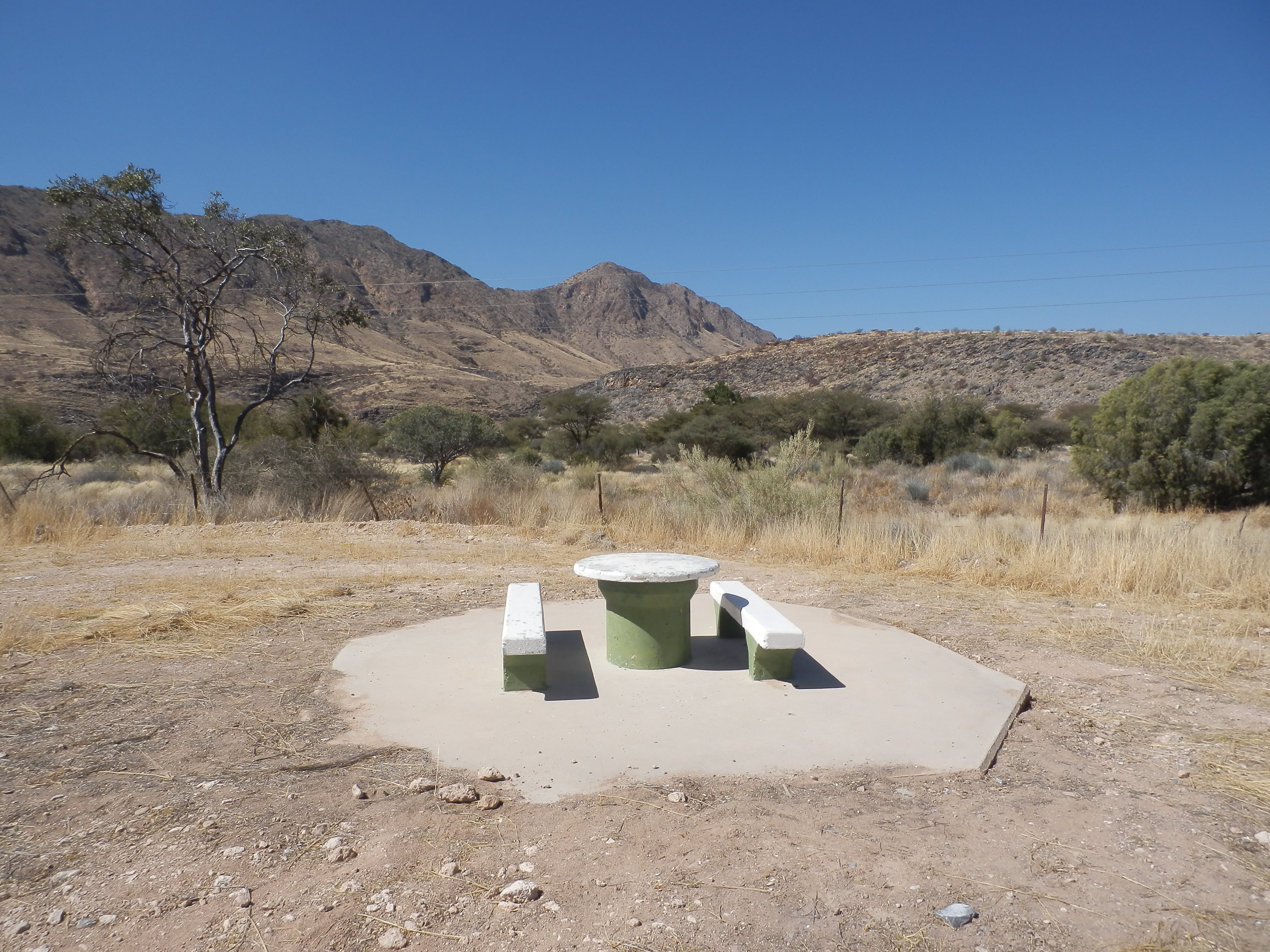
Rastplatz an der C24 in den Rantbergen
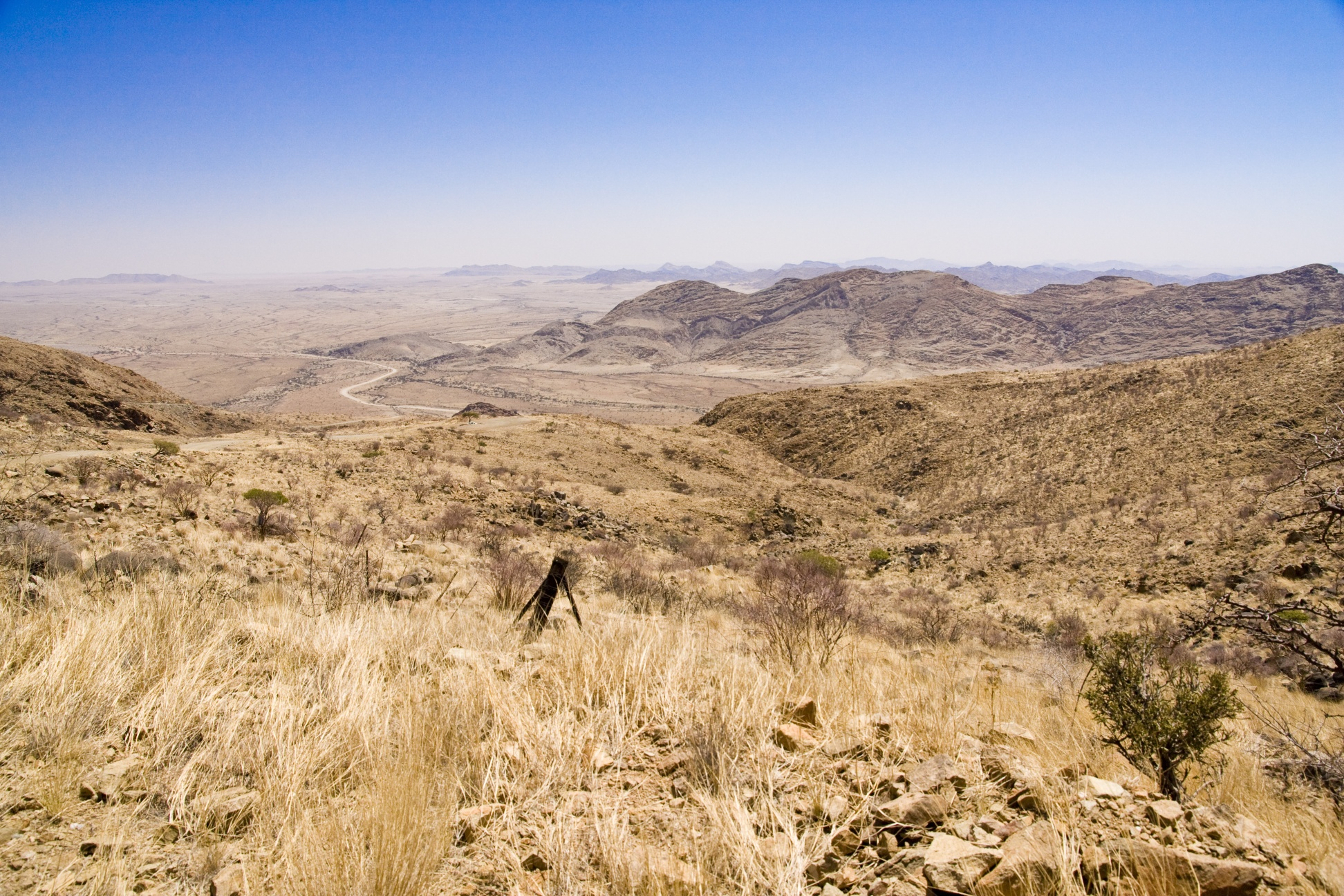
Spreetshoogte Pass (in 1.275 m Höhe)